# Tv Okey!
TV Okey! – tygodnik telewizyjny wydawany od 2004 do 2011 roku przez wydawnictwo AMERCOM SA. Liczył 68 stron i zawierał program 89 stacji telewizyjnych. Do każdego numeru dołączona była płyta DVD z odcinkiem serialu. W sumie ukazało się 388 numerów. Numer 43/2011 był numerem ostatnim.

## Dodane seriale
- Co ludzie powiedzą?
- Cienka niebieska linia
- Nasz człowiek w parlamencie
- Partnerzy
- Dempsey i Makepeace
- Jaś Fasola Live (odc.1 i 2) – film podzielony na dwie części
- The Benny Hill Show
- Niegrzeczni faceci
- Różowa seria
- Randall i duch Hopkirka
- Charlie Chaplin
- Sandokan
- Marco Polo
- Capital City
- Dziewczyny na topie
- Prosimy nie regulować odbiorników
- Spokojnie, to tylko koniec świata
- Trzecia planeta od Słońca – od 30 października 2006 r.
- Drużyna A – od 3 marca 2008 r.
- Airwolf – od 9 lutego 2009 r.
- Magnum – od 9 lutego 2009 r.
- Dempsey & Makepeace – od 21 września 2009 r.
- Pogoda dla bogaczy – od 16 listopada 2009 r.
- Benny Hill – od 11 stycznia 2010 r.
- Pomoc domowa czyli Niania – od 15 marca 2010 r.
- Przystanek Alaska – od 15 marca 2010 r.
- Columbo – od 29 listopada 2010 r.
- Nieustraszony – od 4 kwietnia 2011 r.
- Miami Vice – od 4 kwietnia 2011 r.
- Świat według Bundych – od 6 grudnia 2008 r. do 6 sierpnia 2010 r.
- Święty odcinki kolorowe – od 21 kwietnia 2005 r.
- Święty odcinki czarno-białe – od 3 listopada 2005 r.